# アラン・ロブ＝グリエ
アラン・ロブ＝グリエ（Alain Robbe-Grillet, 1922年8月18日 - 2008年2月18日）は、フランスの小説家・映画監督。ヌーヴォー・ロマンの代表的作家とされる。

## 経歴
ブレスト郊外のキルビニヨンに生まれる。地元で初等・中等教育をうけたのち、パリのリセ・ビュッフォンに転校。1941年に国立農業技術専門学校に入学、在学中にドイツ軍に徴用され、ニュルンベルクの工場で強制労働に従事する。戦後1946年に専門学校を卒業。1949年に植民地果実柑橘類研究所のバナナ農場監督官となり、1951年までの間にギニア、西インド諸島、マルチニック、グアドループを監察してまわる。
1949年、最初の小説『弑逆者』を書き上げるが、これは1978年になるまで発表されなかった。1951年、帰国の船上で『消しゴム』を執筆。同年『クリティック』誌11月号に書評を寄稿。1953年、デビュー作『消しゴム』を深夜叢書（ミニュイ社）から出版、フェネオン賞を受賞するとともにロラン・バルトによって絶賛される（「対物的文学」）。翌年、『覗く人』を刊行し批評家賞を受賞、ミニュイ社の文芸顧問に就任する（1980年まで）。
1957年、文章から感情を極限まで廃し視覚的な客観描写に徹した小説『嫉妬』を発表、一般の読者からは酷評されるが、1959年の『迷路のなかで』はおおむね好評を得る。1960年、アラン・レネ監督の映画『去年マリエンバートで』のシナリオを手がける。同作は翌年にヴェネチア国際映画祭金獅子賞を受賞し、自身はアカデミー脚色賞にノミネートされた。1963年には最初の監督映画『不滅の女』が公開された。これらと平行して上記作品の映画原作本（シネロマン）を刊行する。
以後、軽妙な作風に移行した小説『快楽の館』（1965年）などを刊行。
2004年、アカデミー・フランセーズの会員（座席番号32）に選出。2008年、フランス北西部カーンの病院にて死去。85歳没。

## 著作

### 小説
- Un régicide 1949年。1978年に出版
  - 平岡篤頼訳『弑逆者』白水社, 1991年
- Les Gommes 1953年
  - 中村真一郎訳『消しゴム』河出書房新社, 1959年、新版1980年／中条省平訳、光文社古典新訳文庫, 2013年
- Le Voyeur 1955年
  - 望月芳郎訳『覗くひと』冬樹社, 1966年、講談社、1970年、講談社文芸文庫, 1999年
- La Jalousie 1957年
  - 白井浩司訳『嫉妬』新潮社, 1959年
- Dans le labyrinthe 1959年
  - 平岡篤頼訳『迷路のなかで』講談社文芸文庫, 1998年。元版は新潮社「現代フランス文学」1965年
- La Maison de rendez-vous 1965年
  - 若林真訳『快楽の館』河出書房新社, 1969年、新版1980年、河出文庫, 2009年
- Projet pour une révolution à New York 1970年
  - 平岡篤頼訳『ニューヨーク革命計画』新潮社, 1972年
- Topologie d'une cité fantôme 1976年
  - 江中直紀訳『幻影都市のトポロジー』新潮社, 1979年
- Souvenirs du Triangle d'Or 1978年
- Djinn 1981年
  - 平岡篤頼訳『ジン』集英社, 1990年
- La Reprise 2001年
  - 平岡篤頼訳『反復』白水社, 2004年
- Un Roman Sentimental 2007年
  - 的場寿光訳『ある感傷的な小説』水声社, 叢書フィクションの楽しみ、2019年

### 短編
- Instantanés 1962年
  - 白井浩司・永井旦訳『スナップショット』第三書房, 1966年、改訂版1981年。下記の『新しい小説のために』新潮社にも併せて収録

### 自伝的小説
- Le Miroir qui revient 1985年
  - 芳川泰久訳『もどってきた鏡』水声社, 叢書フィクションの楽しみ、2018年
- Angélique ou l'enchantement 1988年
- Les derniers jours de Corinthe 1994年

### 随筆・評論
- Pour un Nouveau Roman 1963年
  - 平岡篤頼訳『新しい小説のために』新潮社, 1967年
- Le voyageur, essais et entretiens 2001年

### 脚本・シナリオ
- L'Année dernière à Marienbad 1961年
  - 天沢退二郎訳「去年マリエンバートで」、『去年マリエンバートで・不滅の女』所収, 筑摩書房, 1969年
- L'Immortelle 1963年
  - 蓮實重彦訳「不滅の女」、同上
- Glissements progressifs du plaisir 1974年
  - 平岡篤頼訳『快楽の漸進的横滑り』新潮社, 1977年

## 映画
- 『不滅の女』 （"L'immortelle" 1963年）
- 『ヨーロッパ横断特急』（Trans-Europ-Express 1966年）
- 『嘘をつく男』（L'homme qui ment 1968年）
- 『エデン、その後』（L'Eden et après 1971年）
- 『快楽の漸進的横滑り』（"Glissements progressifs du plaisir" 1974年）
- 『危険な戯れ』（Le Jeu avec le feu 1975年）
- 『囚われの美女』（La Belle Captive 1983年）
- 『狂気を呼ぶ音』（Un bruit qui rend fou 1995年）
- 『グラディーヴァ マラケシュの裸婦 』（C'est Gradiva qui vous appelle 2007年）